# (828) Lindemannia
(828) Lindemannia (1916 ZX) – planetoida z pasa głównego asteroid okrążająca Słońce w ciągu 5 lat i 255 dni w średniej odległości 3,19 au. Została odkryta 29 sierpnia 1916 roku w Obserwatorium Uniwersyteckim w Wiedniu przez Johanna Palisę. Nazwa pochodzi od Adolfa Lindemanna, urodzonego w Niemczech, brytyjskiego astronoma amatora, inżyniera i biznesmena.